# Communauté de communes du Pays de Thann
La communauté de communes du Pays de Thann est une ancienne communauté de communes française, située dans le département du Haut-Rhin et la région Alsace. Elle correspond exactement au Pays de Thann.

## Histoire
La communauté a été créée sous sa forme actuelle le 1er janvier 1993. Elle a pris la succession d'une structure intercommunale créée en 1949 entre les communes de Bitschwiller-lès-Thann, Vieux-Thann et Thann, transformée en 1962 en un SIVOM qui, d'élargissement en élargissement, a groupé jusqu'à neuf communes à la fin de 1992.
La communauté s'est encore élargie au 1er janvier 1998 aux communes d'Aspach-le-Bas, Aspach-le-Haut, Michelbach et Schweighouse-Thann.
Elle fusionne le 1er janvier 2013 avec la communauté de communes de Cernay et environs pour créer la communauté de communes de Thann-Cernay.

## Identité visuelle

Ancienne identité

## Composition
Elle regroupait treize communes :
| Nom                    | Code Insee | Gentilé          | Superficie (km2) | Population (dernière pop. légale) | Densité (hab./km2) |
| ---------------------- | ---------- | ---------------- | ---------------- | --------------------------------- | ------------------ |
| Thann (siège)          | 68334      | Thannois         | 12,51            | 7 915 (2014)                      | 633                |
| Aspach-le-Bas          | 68011      | Bas-Aspachois    | 8,01             | 1 307 (2013)                      | 163                |
| Aspach-le-Haut         | 68012      | Aspachois        | 8,68             | 1 509 (2013)                      | 174                |
| Bitschwiller-lès-Thann | 68040      | Bitschwillerois  | 12,64            | 1 984 (2014)                      | 157                |
| Bourbach-le-Bas        | 68045      | Bas-Bourbachois  | 6,04             | 587 (2014)                        | 97                 |
| Bourbach-le-Haut       | 68046      | Haut-Bourbachois | 6,86             | 414 (2014)                        | 60                 |
| Leimbach               | 68180      | Leimbachois      | 3,57             | 849 (2014)                        | 238                |
| Michelbach             | 68206      | Michelbachois    | 3,35             | 340 (2013)                        | 101                |
| Rammersmatt            | 68261      | Rammersmattois   | 5,47             | 207 (2014)                        | 38                 |
| Roderen                | 68279      | Roderenois       | 7,16             | 895 (2014)                        | 125                |
| Schweighouse-Thann     | 68302      | Schweighousois   | 10,78            | 760 (2014)                        | 71                 |
| Vieux-Thann            | 68348      | Vieux-Thannois   | 5,11             | 2 938 (2014)                      | 575                |
| Willer-sur-Thur        | 68372      | Willérois        | 18,00            | 1 855 (2014)                      | 103                |

Toutes les communes du canton de Thann en sont membres, à l'exception de Guewenheim.
Par ailleurs, la communauté comprend également des communes extérieures au canton :
- Aspach-le-Bas et Schweighouse-Thann, dans le canton de Cernay,
- Bourbach-le-Haut, dans le canton de Masevaux.

## Administration

### Siège
Le siège de la communauté de communes était à Thann, 24 rue du Général de Gaulle.

### Liste des présidents
| Période                                    | Période | Identité             | Étiquette                | Qualité                                                                       |
| ------------------------------------------ | ------- | -------------------- | ------------------------ | ----------------------------------------------------------------------------- |
| Syndicat intercommunal à vocation multiple |         |                      |                          |                                                                               |
| 1962                                       | 1989    | Pierre Schielé       | MRP puis CD puis UDF-CDS | Maire de Thann (1989 → 2014) Sénateur du Haut-Rhin (1956 → 1989)              |
| 1989                                       | 1992    | Jean-Pierre Baeumler | PS                       | Maire de Thann (1989 → 2014) Député du Haut-Rhin (1988 → 1993 et 1997 → 2002) |
| Communauté de communes                     |         |                      |                          |                                                                               |
| 1993                                       | 2012    | Jean-Pierre Baeumler | PS                       | Maire de Thann (1989 → 2014) Député du Haut-Rhin (1988 → 1993 et 1997 → 2002) |